# Pastor tocando la dulzaina
Pastor tocando la dulzaina es el título de un óleo de Francisco de Goya pintado para el comedor de los Príncipes de Asturias en el Palacio del Pardo. Forma parte de la quinta serie de cartones para tapices de Goya. Flanqueaba este lienzo el Cazador junto a una fuente, siendo ambas piezas sobreventanas que fueron pergeñadas para servir de acompañamiento al cuadro Las floreras. Desde 1870 se conserva en el Museo del Prado.

## Análisis
Escena campestre, que representa a un músico-pastor que toca la dulzaina recostado en un montículo. Diseñado en perspectiva abajo-arriba, está plagado del gusto italiano de la época, especialmente de las costumbres en Venecia y Bolonia, ciudades que Goya había visitado en 1771 y donde trabajó su Cuaderno italiano.
Es posible que se halla ubicado cerca del tapiz de La vendimia, dedicada al otoño. Siendo una sobreventana, como El quitasol o El bebedor, recurre al esquema triangular propio del neoclasicismo. El somero paisaje y la escasez de hojas en el árbol producen una sensación otoñal acorde con el lugar que se le había reservado en palacio.